# Polygone de guerre électronique
Le polygone de guerre électronique (en anglais : Multinational Aircrew Electronic Warfare Tactics Facility Polygone - MAEWTF POLYGONE) est un centre d'entraînement aux tactiques de guerre électronique situé à la frontière de la France et de l'Allemagne.
Il a été créé en avril 1979 conjointement par la France, l’Allemagne de l’Ouest et les États-Unis afin d’entraîner les équipages des forces aériennes de l'Organisation du traité de l'Atlantique nord à déjouer les systèmes d’armes sol-air. 
Le Polygone est créé dans le contexte d'un éventuel conflit avec les forces armées du Pacte de Varsovie. Il a été conçu pour générer des menaces électromagnétiques des forces adverses.

## Répartition des taches

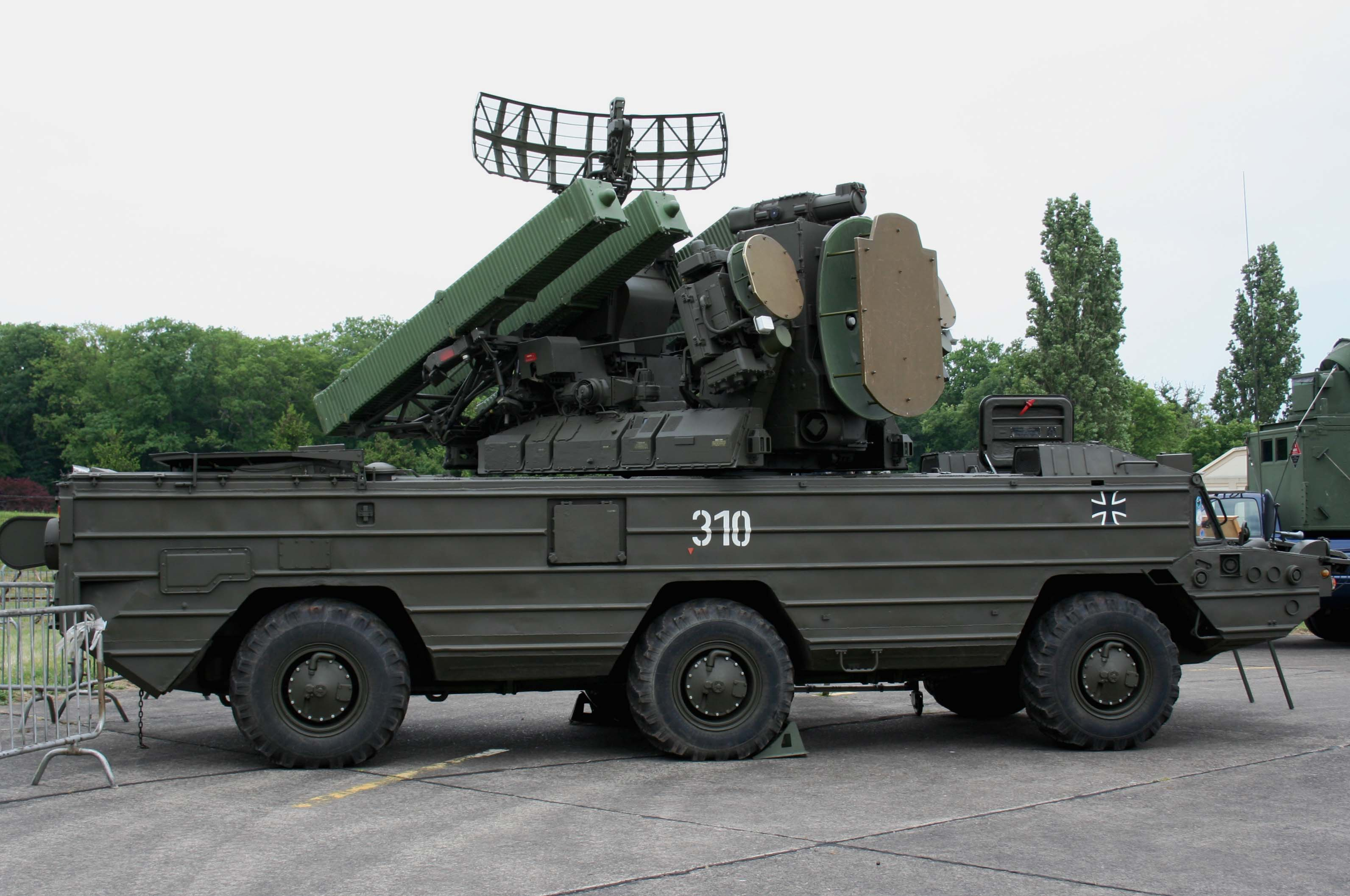
SA-8 du PGE à Metz en 2007

Chaque nation apporte sa contribution à ce système tri-national. Les Allemands mettent à disposition leurs espaces aériens et des systèmes d’armes réels (originaires pour certains depuis les années 1990 des stocks de l'ancienne armée est-allemande), les Américains le programme de restitutions d’exercice EPICCCS et des simulateurs, et la France des sites en basse-altitude à partir desquels des missions diversifiées et proches de la réalité sont réalisables.

## Historique des unités françaises

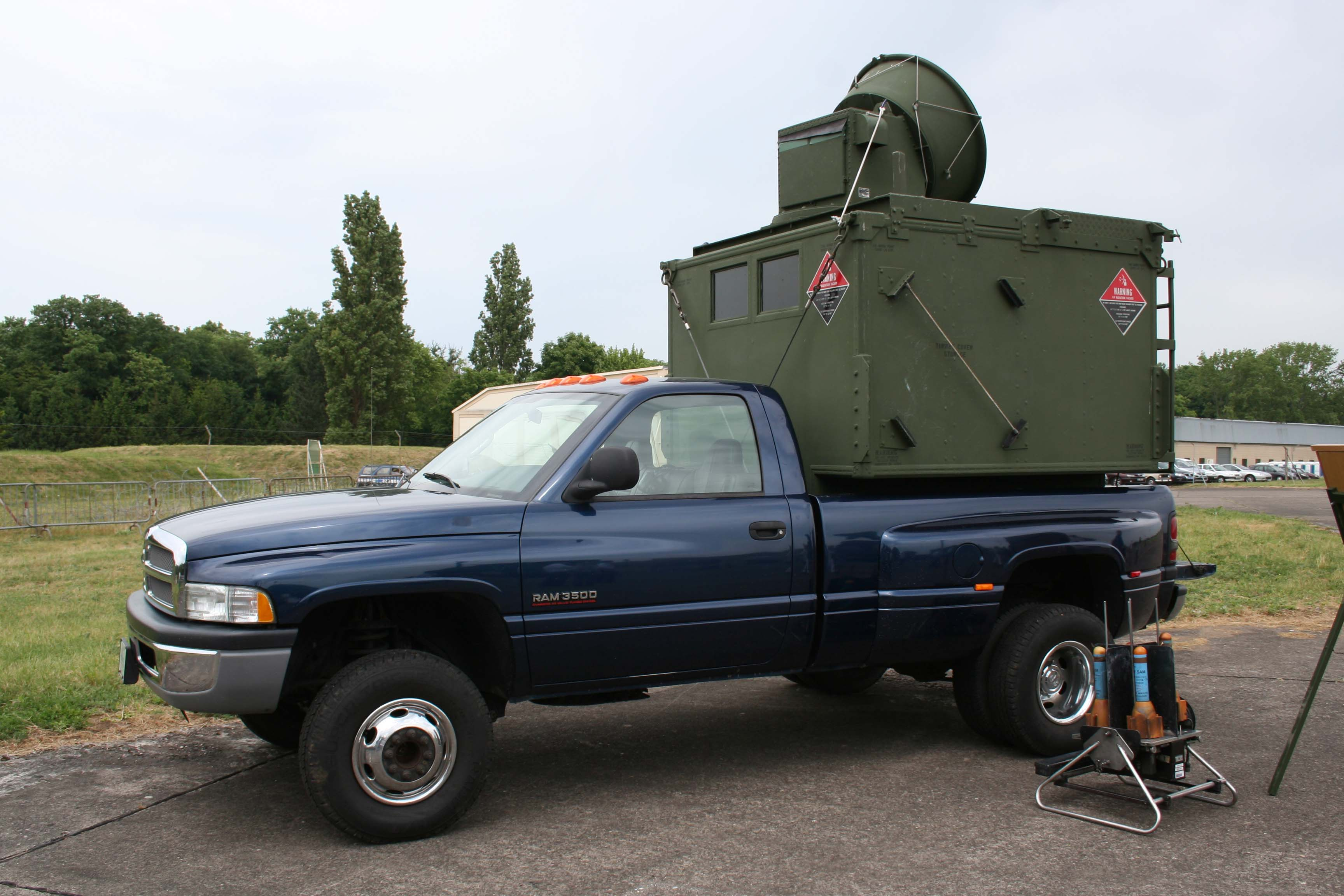
Simulateur de menace AN/VPQ-1 du PGE le 13 mai 2007.

Les sites sur l'ancienne base de desserrement de l'USAFE à Chenevières et l'ancienne base canadienne de Grostenquin sont inaugurés le 13 janvier 1986. Les premières missions d’entraînement sont effectuées à partir du 1er avril 1986.
Le troisième site français du Polygone est installé sur le fort des Adelphes à Jeuxey dans les Vosges en 1987. Un simulateur de menaces initialement basé sur la base aérienne de Damblain est rapatrié au fort des Adelphes en février 1990.
Le 1er février 1990, l'Armée de l'Air crée l'escadron de guerre électronique 48/351, commandé depuis le fort des Adelphes, qui regroupe sous un commandement unique les trois composantes françaises du polygone.
Des simulateurs ZSU-23-4 et 2K12 Kub (Code OTAN : SA-6) sont installés sur les sites de Grostenquin et d'Épinal durant les années 1992 et 1993.
Les effectifs de l'escadron, redésigné entretemps 48/530, sont réduits en septembre 2013. Le commandement est alors transféré à Chenevières.
L'Escadron de guerre électronique 48/530 comptant alors 23 aviateurs est dissout le 24 juin 2014.
Les missions de l'escadron sont néanmoins prises en compte par les autres unités du PGE, grâce aux moyens de Grostenquin, Jeuxey et Chenevières. La base aérienne 133 Nancy-Ochey est chargée de la gestion de l'espace aérien du Polygone.

## Bases
- En France 
  - Grostenquin
  - Chenevières
  - Fort des Adelphes à Jeuxey
- En Allemagne 

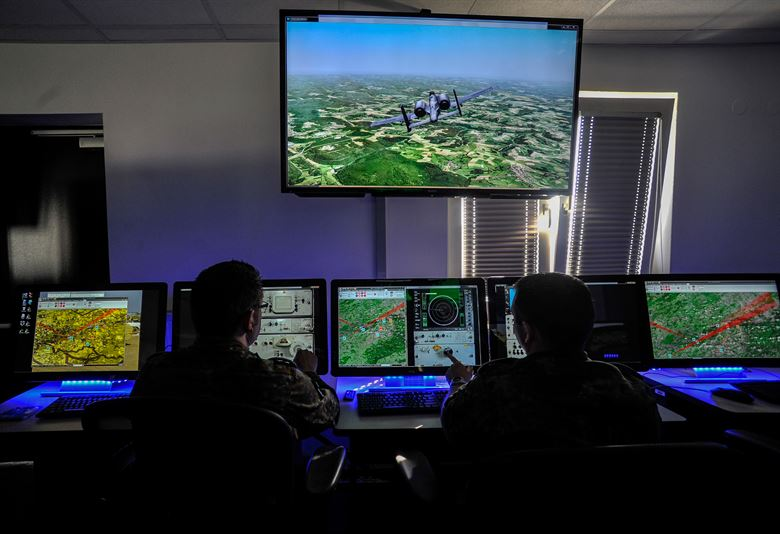
Système d'entrainement virtuel du PCC mit en place en 2015.

  - Bann Alpha à quelques kilomètres au sud de la base de Ramstein
  - Bann Bravo où est installé le Centre de Coordination du Polygone (Polygone Coordination Center ou PCC), responsable de la coordination globale des missions, depuis le 18 mars 2015[4]
  - Pirmasens-Grünbühl
  - Zweibrücken-Oberauerbach